# Tsilma
De Tsilma (Russisch: Цильма) is een rivier in de Bolsjezemelskaja toendra in de Russische autonome deelrepubliek Komi en vormt een zijrivier van de Petsjora. De rivier heeft haar oorsprong op de Timanrug op de grens tussen de oblast Archangelsk en de deelrepubliek Komi. De rivier stroomt in haar bovenloop naar het noorden en vervolgens naar het oosten. Het eerste deel voert door een onbewoond gebied. Langs het laatste deel loopt een weg en er bevinden zich ook enkele nederzettingen. De Tsilma stroomt in de Petsjora bij de plaats Oest-Tsilma.
Het debiet bedraagt gemiddeld 228 m³/sec op 54 kilometer van de monding. De Tsilma wordt vooral gevoed door sneeuw. De rivier is gewoonlijk gedurende bijna 5 maanden bevroren vanaf eind oktober, begin november.
De grootste zijrivieren zijn de Kosma en Tobysj aan linkerzijde en de Myla en Oesa aan rechterzijde.
Vroeger lag er een bosbouwgebied bij de Tsilma en was een deel van de rivier bevaarbaar.